# Майнц (бронепалубен крайцер, 1909)
Майнц (на немски: SMS Mainz) е немски бронепалубен крайцер от типа „Колберг“, серия на четири еднотипни кораба, на които той е вторият кораб, участник в Първата световна война. Крайцерът е заложен през 1907 г., спуснат е на вода на 23 януари 1909 г., влиза в строй на 1 октомври 1909 г.

## История на службата
От началото на Първата световна война крайцера „Майнц“ влиза в състава на разузнавателните сили на Флота на откритото море, командвани от контраадмирал Франц фон Хипер.
На 28 август 1914 г., в състава на отряд крайцери, взема участие в Хелголандското сражение. В първата половина на деня „Майнц“, плаващ от устието на река Емс към района на остров Хелголанд в бойното охранение на основните сили, е атакуван от голямо съединение на британски кораби. Против „Майнц“ действат крайцерите „Аретуза“ и „Фиърлес“, поддържани от 31 разрушителя.
В резултат на скоротечен бой „Майнц“ получава редица попадения от артилерийски снаряди и торпеда и, загубил боеспособност, започва да потъва. В 12 часа и 50 минути крайцерът спуска флаг. Останалите живи членове на екипажа на крайцера са спасени то британските кораби. Загубите на екипажа – 89 души убити.
В 14 часа и 10 минути крайцерът „Майнц“ потъва в точка с координати 53°58′ с. ш. 6°42′ и. д. / 53.966667° с. ш. 6.7° и. д.

## Командири на кораба
- фрегатенкапитан (капитан 2-ри ранг) Фридрих Тейсмеер (октомври 1909 – януари 1910)
- фрегатенкапитан Ханс фон Абекен (януари – февруари 1910, май 1910)
- фрегатенкапитан Вилхелм Тиме (юни – септември 1910)
- фрегатенкапитан/капитан цур зее (капитан 1-ви ранг) Морис фон Егиди (септември 1910 – септември 1912)
- фрегатенкапитан Хенрих Рейцман (октомври 1912 – януари 1913, юни – ноември 1913)
- капитан-лейтенант/корветенкапитан (капитан 3-ти ранг) Гусав Блокхайс (януари – юни 1913)
- фрегатенкапитан/капитан цур зее Вилхелм Пашен (ноември 1913 – август 1914)

## Коментари
1. ↑  Всички данни са към момента на влизането в строй.
2. ↑  Префиксът „SMS“ е от на немски: Seiner Majestat Schiff (Кораб на Негово Величество).
3. ↑  Според немската класификация те се обозначават като малки крайцери (на немски: Kleiner Kreuzer).